# Aonidiella pini
Aonidiella pini är en insektsart som beskrevs av Young {in}, Young och Lu 1988. Aonidiella pini ingår i släktet Aonidiella och familjen pansarsköldlöss. Inga underarter finns listade i Catalogue of Life.